# Redes Chirp

Redes chirp e seus impulsos de sinal

Um chirp é um sinal no qual a frequência aumenta (up-chirp) ou diminui (down-chirp) com o tempo. Em algumas fontes, o termo chirp é usado de forma intercambiável com o sinal de varredura.  É comumente usado em sonar, radar e laser, mas possui outras aplicações, como em comunicações de espalhamento espectral.
No uso de espalhamento espectral, os dispositivos de onda acústica de superfície (SAW) são geralmente usados para gerar e demodular os sinais de chiado. Na óptica, os pulsos de laser ultracurtos também exibem chirp, que, em sistemas de transmissão ótica, interage com as propriedades de dispersão dos materiais, aumentando ou diminuindo a dispersão total de pulsos à medida que o sinal se propaga. O nome é uma referência ao som de chilrear feito pelos pássaros; veja a vocalização das aves.
O chirp não exige conexões com a computação em nuvem, nem um processo automatizado de negociação entre dois constituintes de comunicação, assim é ideal para transmitir dados em uma configuração de redes "de um para vários" para dispositivos.
Atualmente bilhões de dispositivos de extensa variedade possuem os microfones, alto-falantes ou processadores necessários para as novas funcionalidades adicionadas pelo chirp, sem a necessidade de alterações no aparelho. Devido a esse crescimento, a "tecnologia chirp" está acessível como um conjunto de SDKs e multiplataformas disponíveis gratuitamente por meio de downloads para empresas.

## Usos
O especto de propagação de chirp foi originalmente projetado para competir com banda ultralarga de precisão variável e redes sem fio de baixa taxa na média de 2,45 GHz. Entretanto ele não esta atualmente sendo ativamente considerado pelo IEEE para padronização na área de abrangência de precisão, devido ao lançamento do IEEE 802.15.4a.
Desse modo, é recomendado para aplicações que consumam pouca energia e necessitam de baixa transmissão de dados (em média 1 Mbit), tendo como exemplo o uso sem fio e de área pessoal com baixa extensão (LR-WPAN).

### Internet das Coisas
Aparelhos IoT (Internet of Things) que possuem capacidade reduzida de processamento, se apresentarem microfone ou alto-falante podem transmitir, receber e decodificar "chirps". O chirp é integrado por meio de um kit de desenvolvimento de software (SDK). Esse SDK funcionam em diferentes plataformas digitais, tais como Android, IOS, JS, Python, Arduino, Linux, Windows USP, Raspbery Pi e Navegadores da Web, permitindo assim que sensores se conectam em uma abrangente variedade de dispositivos.
A camada do SDK é completa com todos os protocolos necessários para iniciar a configuração das transferências de dados de áudio, compatibilidade total com as plataformas de desenvolvedor padrão e a opção de usar a solução off-line. O SDK Chirp pode ser usado em qualquer projeto comercial que tenha até 10.000 usuários ativos mensais. É esperado que seja fornecido aos desenvolvedores a oportunidade de explorar o potencial inexplorado dos dados sobre o som. “Nossa missão é proliferar os dados através da tecnologia de som e garantir que, onde quer que o valor possa ser adicionado pelo envio de dados usando áudio, o Chirp esteja presente”, diz James Nesfield, CTO da startup Chirp.

### Aplicações futuras
Devido à sua baixa potência, o chirp se torna difícil de se detectar ou interceptar, assim tende a ser usado futuramente para finalidades militares ou de sigilo profissional. Além disso, a maior vantagem que está para ser aprimorada no futuro está relacionada ao trabalho que as empresas normalmente tem que colocar em instalar novas redes e conectividade. Com a simplicidade e rapidez da transmissão de dados utilizando as redes chirp, aliada à sua alta taxa de segurança, muitos consideram como o futuro da conectividade em plano militar.

## Benefícios
Utilizar chirping nos aparelhos de comunicação IoT oferece diversos benefícios, os dispositivos podem operar por extensos períodos sem a necessidade de recarga, também há a possibilidade comunicar e associar a outros sensores a qualquer hora sem a necessidade de reconfiguração. Além disso, a informação pode ser transmitida em tempo-real, sem a necessidade de outras formas de conexão de redes tais como Wi-Fi ou Bluetooth. Mais alguns benefícios:
- Os dados a seres transmitidos são codificados através da geração de um novo sinal cujas propriedades são determinadas pelos dados a serem transmitidos e não requerem um sinal de áudio existente.
- As informações a serem transmitidas são codificadas e decodificadas em tempo real, sem qualquer recurso externo que possam exigir uma conexão de rede
- É ideal para payloads pequenas e dinâmicas, como uma rede de sensores e gateways. Não é projetado para aplicativos de IoT críticos com grandes cargas de dados, como equipamentos industriais.